# 里中あや
里中 あや（さとなか あや・1985年3月10日 - ）は、日本の元女優、元グラビアアイドル、元レースクイーン。2013年12月31日の芸能界引退時での所属事務所はナインズプロモーション。東京都出身。

## 来歴
2003年、全日本GT選手権『マッハ号GTマッハクイーンズ』の一員としてレースクイーン活動を行う。その後グラビアやテレビ番組でも活躍。
2008年3月をもってワンエイトプロモーションを退所。グラビアを廃業し俳優業に専念していたが、2011年、ワンエイトの関連子会社として発足した「ナインズプロモーション」に移籍。
2013年11月28日、30歳目前の将来的なことを考えての決断として、年内で芸能界を引退することを発表、同年12月31日をもって引退した。

## 人物
- 趣味は映画鑑賞、旅行。特技はダンス、マラソン。

## 出演等

### TV
- 連鎖怪談 ヨシノ役（レギュラー出演、KBS京都）
- 志村通 レギュラー出演（CX）
- 鈴木タイムラー（ANB）
- ロンロバ!金メダル!（レギュラー出演、TBS）
- リモート（NTV） ※3、4回のみ出演
- USO!?ジャパン（再現VTR、TBS）
- ザ・ジャッジ再現VTR（CX）
- 水着少女（TX）
- シナモン（TX）
- 天使らんまん（MBS）
- お台場系Bikiniでまにゅまにゅ（BSフジ）
- 情報MAP（ANB）
- 最強メダル伝説（SUN）
- P-1グランプリ（TVO）

### 映画
- 「夏音 Caonne」佐々木ユカ役（2006年7月29日公開）
- 角川ホラーシネマIII「ラブサイコ狂惑のホラー『食性』」易子役（2006年7月15日公開）
- 「もうひとつの沖縄戦記」ナレーション（2002年8月）
- 「くらしの手帖」泉川優希子役（2009年5月）

### オリジナルビデオ
- 新宿暴力街II　烈華、（2008/03/25 発売）

### ラジオ
- ハリガネ・MEGUMIのロックな時間（MBS、準レギュラー出演）

### CM
- アイホン（2000年11月）
- NTTドコモ北陸（2001年4月）
- NECブロードバンドweb用（2003年2月）
- 東京電話Powerup（2003年4月）
- コカ・コーラ　C2（よくばり編）（2004年10－12月）
- 第四銀行 （2004年11月〜06年5月）
- えひめ飲料『ポンジュース』 （2005年5月）

### 舞台
- S.C.NANSHO「流れ星のララバイ」（2001年8月1日〜5日）
- 野鳩「ぜったいあの娘はボク専用（愛蔵版）」（2006年12月30日-2007年1月3日、お台場フジテレビ内 マルチシアター）
- 劇団空感エンジン「Juliet」（2013年5月1日-6日、エアースタジオ）

## イメージキャラクター
- 宝塚チボリイメージキャラクター（2003年）

## 作品

### 写真集
1. 素直なままで（2003年11月22日、ぶんか社、撮影：郡司大地）ISBN 978-4821125937
2. 初恋電車（2005年11月19日、ワニブックス、撮影：栗山秀作）ISBN 978-4847028984

### イメージビデオ
- 1stDVD『HI・MI・TSU』（ポニーキャニオン、2004年1月）
- 2ndDVD『約束』（ぶんか社、2004年9月）
- 3rdDVD『ミチシルベ』（ぶんか社、2006年2月）
- 4thDVD『Romance-ロマンス-』（竹書房、2006年7月）
- 5thDVD『熱視線』（avex、2006年11月）
- 再会〜会いたかった!〜（M.B.Dメディアブランド、2012年4月）
- COOL BEAUTY (Tract、2012年11月)
- Je t'adore（M.B.D.メディアブランド、2013年4月）